# Finnefodet øgle
De finnefodede øgler (latin: Pygopodidae) er en familie blandt krybdyrene, der hovedsagelig forekommer i Australien.
De har ingen egentlige ben.

## Klassifikation
Pygopodidae Familien
- Underfamilien: Pygopodinae
  - Genus Paradelma
  - Genus Pygopus
  - Genus Delma
- Underfamilien: Lialisinae
  - Tribus Lialisini
    - Genus Lialis

  - Tribus Aprasiaini
    - Subtribus Pletholaxini
      - Genus Pletholax

    - Subtribus Aprasiaini
      - Genus Ophidiocephalus
      - Genus Aprasia

## Henvisning
- The Institute for Genomic Research, Pygopodidae Arkiveret 30. april 2009 hos  Wayback Machine